# Signes religieux
Le port de signes religieux — ou « signes convictionnels » en Belgique,, — est associé à la pratique de plusieurs religions. Plusieurs législations en réglementent l'usage.

## Exemples de signes religieux

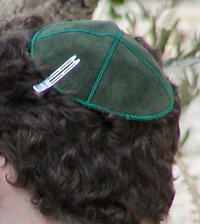
Une kippa juive.
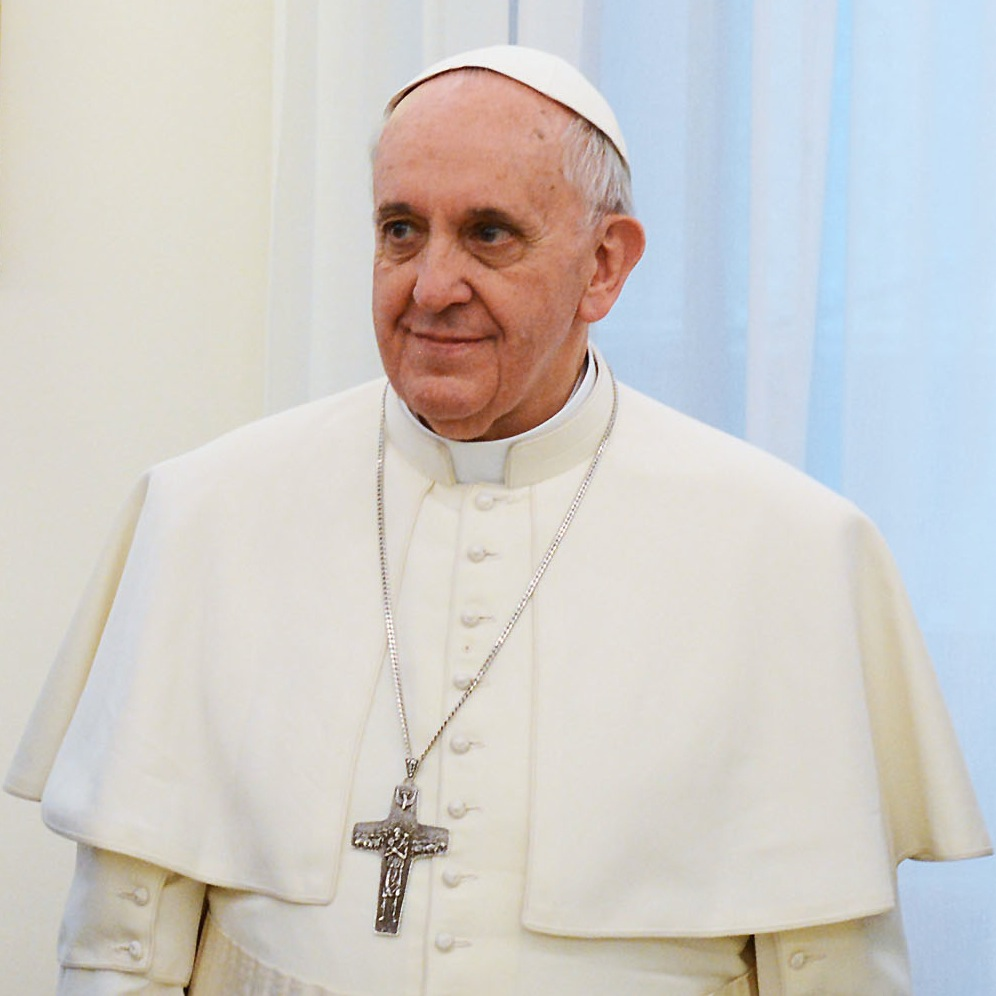
Une croix chrétienne.
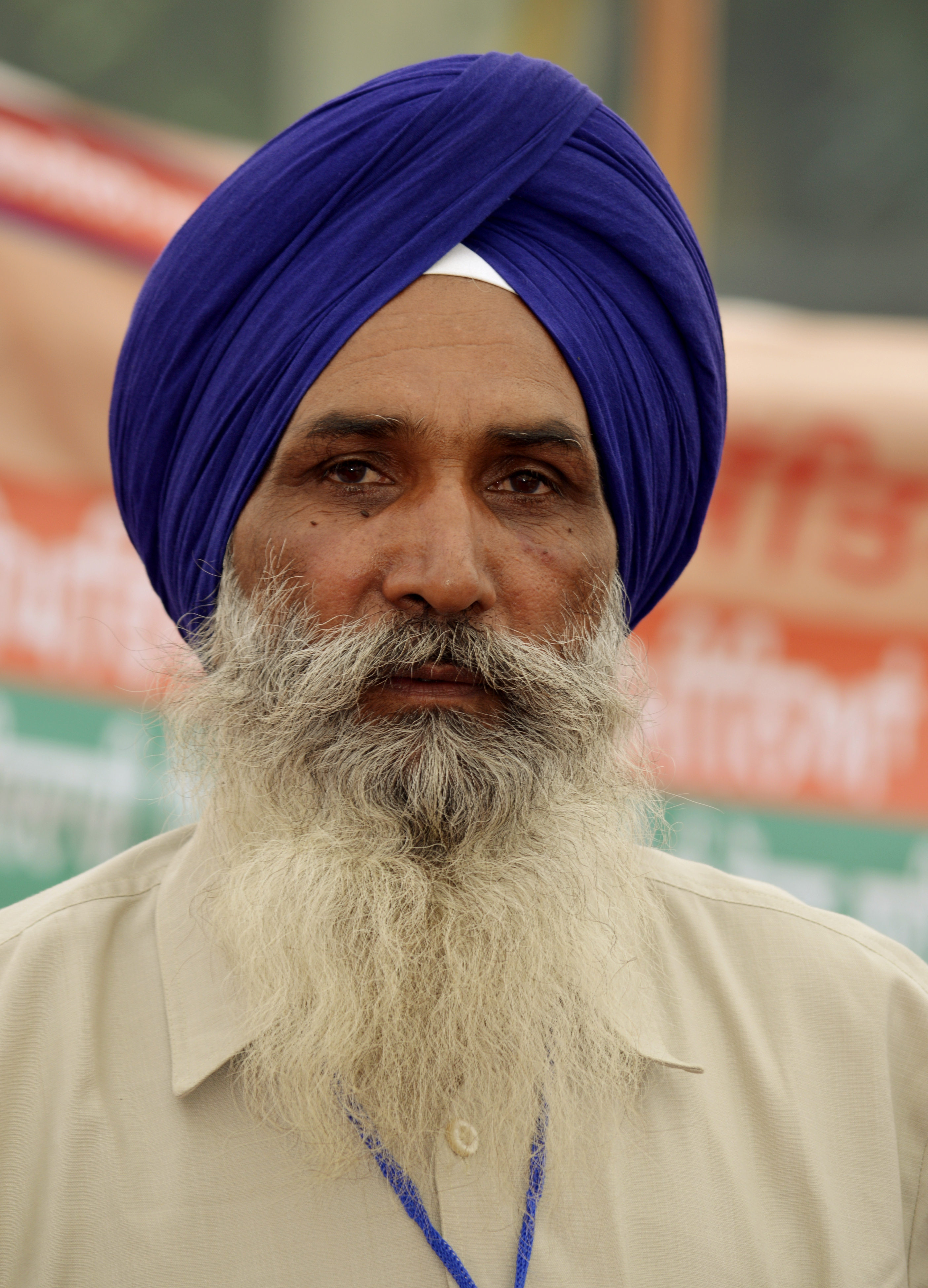
Un turban sikh.

## Description
Un symbole religieux est la manifestation d'une appartenance à une religion donnée. Il peut être l'expression de la conviction spirituelle sincère de la personne qui le porte (critère subjectif) ou être perçu en lui-même comme étant une manifestation religieuse aux yeux d'autrui (critère objectif).

### France
Le Droit français fait la distinction entre les signes religieux ostensibles d'une part et les signes religieux discrets d'autre part. Les signes religieux ostensibles dont la loi interdit le port aux élèves à l'intérieur des écoles publiques sont : « le voile islamique, quel que soit le nom qu'on lui donne, la kippa ou une croix de dimension manifestement excessive. »

### Québec
Le Droit québécois définit un signe religieux comme étant : « tout objet, notamment un vêtement, un symbole, un bijou, une parure, un accessoire ou un couvre-chef qui est 1° soit porté en lien avec une conviction ou une croyance religieuse, 2° soit raisonnablement considéré comme référant à une appartenance religieuse. »